# Důl Anna (Zbýšov)
Důl Anna ve Zbýšově byl černouhelný hlubinný důl v Rosicko-oslavanském revíru. Založen byl na oslavanském panství Johanem Baptistou Müllerem v roce 1800, zlikvidován byl po roce 1967.

## Historie
Po roce 1785 zahájil prospektorskou činnost na pronajatém území oslavanského panství Johan Baptista Müller (1752–1806) a Benedikt Küttner. Jednu z mnohých mělkých jam v roce 1800 Müller otevřel a mělký důl nazval Anna po své manželce Anně Mülerové. V roce 1806 přešel důl do majetku vdovy Johanna Müllera Anny, která pokračovala v těžbě uhlí. Důl dosáhl hloubky asi 30 m a pro nezvladatelný přítok vod byl opuštěn. V roce 1830 Anna Müllerová důl Anna znovu otevřela a nechala nainstalovat první parní stroj v revíru. Jáma byla prohloubena do hloubky 185 m, byla soudkovitého průřezu a vyztužena cihlovou výztuží. Těžní věž byla dřevěné konstrukce, parní těžní stroj byl bubnový. Od roku 1850 důl Anna využíval větracího systému dolu, větracích štol vyražených k větrné jámě Karoli mezi Annou a Simsonem. V letech 1855–1856 byla postavena u dolu Anna nová kotelna a strojovna. Dne 1. dubna 1969 důl Anna zakoupila rakouská společnost Innebergger Haupt Gesellschaft in Wien a v roce 1881 Rosické báňské společnosti (Rossitzer Bergbaugesellschaft) v Božím Požehnání (dnes Zastávka). V roce 1871 byla postavena nová třídírna. Železniční vlečka byla uvedena do provozu v roce 1873 z dolu Simson (prodloužením o 1 km k dolu Anna). V roce 1872 došlo k výbuchu důlních plynů a důl byl uzavřen. Zahynuli dva havíři. Do roku 1886 byl důl Anna v provozu jen částečně.
Znovu otevřen byl v roce 1944. Těženy byly zbytkové uhelné pilíře. Rekonstruována byla těžní věž a strojovna. Instalován byl elektrický těžní stroj z roku 1943 s průměrem bubnů 2 770 mm a šířkou 595 mm, výkon motoru byl 168 kW / 500 V. Rychlost jízdy 3 m/s, klece byly dvouetážové pro jeden vůz na etáži. Vytěžené uhlí bylo ze zásobníku převáženo nákladními auty na třídírnu a prádlo dolu Kukla. Po ukončení druhé světové války byl důl Anna od 1. ledna 1946 do 31. prosince 1949 součástí podniku Rosické a jihomoravské doly, n.p., v Zastávce u Brna. Od 1. ledna 1950 byl součástí podniku Rosické uhelné doly, n.p., v Zastávce u Brna jako pomocný důl Dolu Václav Nosek (dříve Kukla). V roce 1950 byla z rokle pod jámou Anna ražena štola pro dopravu základkového materiálu, který se dopravoval z odvalu dolu Anna. Tato Dopravní štola byla zároveň větrním dílem, v létě sloužila jako výdušná. V zimních měsících byl uváděn do činnosti ventilátor a jáma Anna se stala výdušnou a Dopravní štola vtažným dílem. V roce 1955 byla zahájena těžba III. sloje mezi Dědičnou štolou a 9. patrem. Sloj měla mocnost 80–140 cm, úklon 45°. Denní těžba činila v průměru okolo 40 tun (10 466 t/rok). V roce 1963 bylo dosaženo maxima 57 427 tun za rok. Dne 31. března 1967 vyjel poslední vozík s uhlím a těžba byla ukončena, důl zlikvidován a postupně provedena kompletní asanace.

### Výroba koksu
Koksovací pece byly zavedeny u dolu Anna v roce 1859, kdy byly uvedeny do provozu dvě schaumburské koksové pece a další dvě v roce 1869. V roce 1871 byla ostravskými zedníky pod vedením belgických odborníků postavena koksovna. Po dokončení v roce 1872 byla kapacita koksovny 100 koksových pecí typu Gobiet. Měla dva komíny, 201 m dlouhou nakládací rampu, vytlačovací parní stroj o výkonu 8 HP. Nová třídírna měla uhelné prádlo s drtičem o výkonu 400 tun za den (24 hodin). Pro vysoký podíl síry a vysokou popelnatost se tento koks nehodil pro výrobu litiny. V následujících létech se vyráběl koks pro otop. Koksovna byla 1. listopadu 1881 prodána Rosické báňské společnosti v Božím Požehnání (Zastávka). V roce 1906 byla výroba koksu převedena na důl Simson.

### Čerpací stanice
S výstavbou nové třídírny na dole Anna byla postavena v roce 1872 nad Neslovickým potokem čerpací stanice v katastru obce Zbýšov. Potrubí, které vedlo na důl Anna, bylo litinové a mělo délku 948 m. Po zrušení úpravny na dole Anna byla voda čerpána na důl Františka, kde sloužila k chlazení kompresorů. Voda byla vedena také na důl Barbora. V šedesátých letech 20. století sloužila k napájení bytů na Barboře. Toto potrubí využívali i zahrádkáři v Anenské osadě, zdroj pitné vody byl ze studně 30 m od čerpací stanice. Prodloužené potrubí napájelo i koupaliště ve Zbýšově. V letech 1964–1967 se na tuto přípojku napojili zbýšovští zahrádkáři. V roce 1967 byl uveden do provozu nový skupinový vodovodní řád. Provoz čerpačky byl zautomatizován a spadal pod důl Václav Nosek (Kukla) kam patřil důl Františka. Ještě v roce 1973 využívali zahrádkáři potrubí čerpací stanice. Po zrušení čerpací stanice si členové zahrádkářské kolonie zakoupili čerpadlo a položili nové potrubí k zahrádkám na Barboře. Objekt budovy číslo popisné 76 (U Mašinky 76) v rámci privatizace získalo město Zbýšov. Místní název čerpací stanice byl Mašinka a později U Ryškových. Čerpací stanice měla byt pro obsluhu. První obsluhou vodního čerpadla byl pan Moric Průša, pak následují Brablencovi, František Ryška, po jeho smrti jeho žena Marie Ryšková a naposled jejich snacha Julie Ryšková.

## Údaje o dolu Anna
| Název               | Funkce        | Založení      | Hloubka [m] | Těžba     | Likvidace | Zdroj        |
| ------------------- | ------------- | ------------- | ----------- | --------- | --------- | ------------ |
| Anna, mělká Küttner | mělká kutací  | 1785 1800     |             | 1785–1828 | 1828      | [ 9 ] [ 10 ] |
| Anna hlubinná       |               | otevřena 1830 |             | 1830–1886 | 1886      | [ 9 ] [ 10 ] |
| Anna                |               | otevřena 1944 | 200,6       | 1944–1967 | 1967      | [ 9 ] [ 10 ] |
| Dopravní štola      | štola, větrní | 1818/1950     | délka 100 m |           | 1967      | [ 9 ] [ 10 ] |

### Ubytování

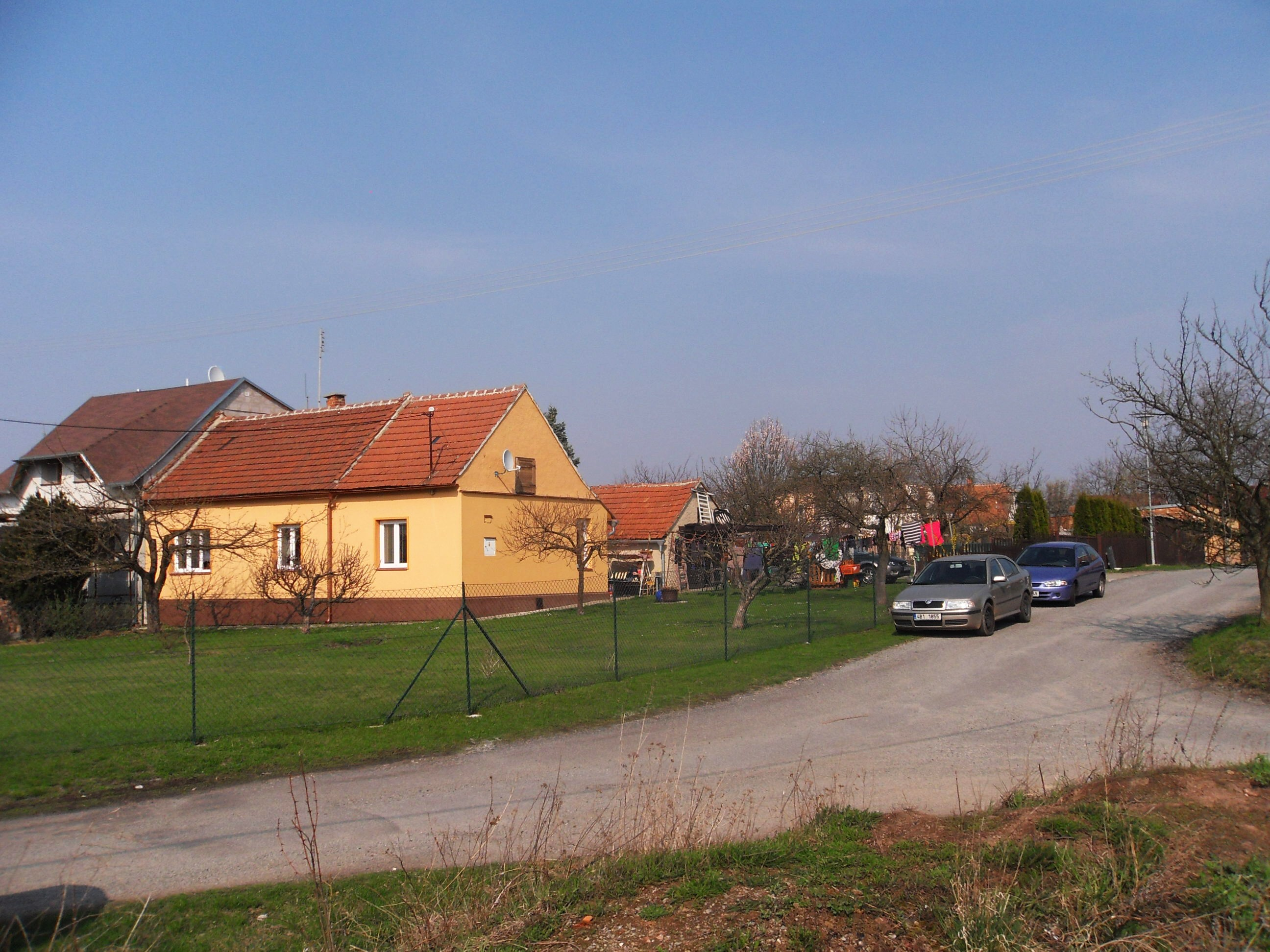
Anenská osada

V blízkosti dolu Anna vznikla kolonie pro ubytování havířů – Anenská osada.